# Václav Kočka mladší
Václav Kočka mladší (15. května 1968 – 9. října 2008 Praha) byl podnikatel, provozovatel lunaparku na pražském Výstavišti, syn Václava Kočky staršího. Dostal se do mediální pozornosti nejprve okrajově na jaře 2006 kvůli zmínce o rodině v Kubiceho zprávě, intenzivně pak na podzim 2008 poté, co byl zavražděn.

## Podnikatelská činnost
Václav Kočka ml. prostřednictvím firmy KOČKA s. r. o., zapsané 31. května 1993, jejímž byl jediným společníkem i jednatelem, provozoval lunapark a Matějskou pouť na pražském Výstavišti. Oba jeho rodiče pracují ve firmě Incheba Praha, která má areál ve výhodném dlouhodobém pronájmu.
Stejně jako jeho o rok starší bratr Jan byl čtvrtinovým vlastníkem společnosti Mirage, organizačně zajišťující prodejní akce a pronájem stánků; zbylou polovinu vlastnil Andrej Korpljakov, o němž časopis Respekt psal jako o známém členovi ruské mafie, jehož sledovala česká Bezpečnostní informační služba.
Oba bratři podle MF DNES prostřednictvím agentury 1. česká produkční spolupracovali na kampani ČSSD před parlamentními volbami 2006, pro niž Václav Kočka st. zajišťoval závěrečný koncert. Oba Václavové byli členy ČSSD.

## Kubiceho zpráva
Kubiceho zpráva, která unikla do médií na konci května 2006, hovořila o záznamech nalezených při domovní prohlídce (v akci Loreta) u trestně stíhaného multimilionáře Tomáše Pitra. Podle těchto materiálů měl kontroverzní podnikatel František Mrázek množství informací, včetně kompromitujících na Jiřího Paroubka a jeho vztahy na rodinu Kočkových, a Kočkovi údajně o vraždě Mrázka hovořili již před jejím provedením. Ze Správy hl. města Prahy byl údajně zaslán poznatek, že vražda Mrázka byla provedena osobou Kočka. Původ těchto materiálů ani vražda kontroverzního podnikatele Františka Mrázka v lednu 2006 nebyly nikdy objasněny; mediální spekulace se neshodly ani v tom, kdo z rodiny měl být „osobou Kočka“.
V září 2006 předseda ČSSD Jiří Paroubek zveřejnil anonymní plán své diskreditace v médiích, který označil „Kubiceho zpráva II“. Údajně jej získal od člověka, jehož totožnost utajil; navzdory možnosti, že text je záměrný podvrh, se klonil spíše k jeho autenticitě a preventivně jej zveřejnil. Podle údajné kopie textu na webu Petra Cibulky, má „mediální potenciál jej velmi silně politicky poškodit“ jedině zdůraznění jeho vztahů s rodinou Kočkových a zejména syny, kteří „jednoznačně splňují představu o tom, jak si většinová společnost představuje mafiány“, a jejichž společníci jsou „příslušníci mezinárodního organizovaného zločinu“ východoevropského a balkánského původu.

## Vražda
Václava Kočku ml. 9. října 2008 po jedenácté večer v pražské restauraci Monarch (ulice V Kolkovně nedaleko Staroměstského náměstí), kde bezprostředně předtím Jiří Paroubek křtil svou knihu Česko, Evropa a svět očima sociálního demokrata, zastřelil třemi ranami z legálně držené pistole podnikatel Bohumír Ďuričko po nevyjasněném konfliktu.
Bezprostředně po vypuknutí požáru Průmyslového paláce večer 16. října 2008 ho nejmenovaný zdroj z rodiny Kočkových dával do souvislosti s vraždou, právník rodiny Josef Lžičař ale označil takové závěry za předčasné. Celé výstaviště má v dlouhodobé správě firma Incheba Praha a levé křídlo paláce měla pronajaté úklidové firmě Jana Kočky; ten nazítří vyvrátil prvotní mediální spekulace, že by v paláci měl dokumenty. Podle vyšetřovatelů požár způsobila technická závada.
Kočkova pohřbu, který proběhl 22. října v Břevnovském klášteře, se zúčastnilo tisíc lidí, rodiny „světských“ i řada celebrit jako hudebníci Petr Muk, jehož dcery byl Kočka kmotrem, a Michal David, Kočkův bratranec a přítel z dětství; dlouhý průvod na hřbitov zablokoval dopravu. Ďuričko byl odsouzen na 12,5 roku vězení.